# John Balthasar Brungardt
John Balthasar Brungardt (Salina, 10 luglio 1958) è un vescovo cattolico statunitense, dal 15 dicembre 2010 vescovo di Dodge City.

## Biografia
John Balthasar Brungardt è nato a Salina, nel Kansas, il 10 luglio 1958 da Francis Balthasar Brungardt e Virginia (nata Burton). Ha cinque fratelli e sorelle. È cresciuto in una famiglia fortemente cattolica. In occasione della cresima, ha scelto San Giuseppe come suo patrono perché lo ritiene un grande modello per gli uomini e i ragazzi cattolici.

### Formazione e ministero sacerdotale
Ha frequentato la Chapman High School a Chapman. Nel 1980 ha ottenuto il Bachelor of Arts in fisica presso il Benedictine College di Atchison, nel 1983 il Master of Science in fisica presso l'Università statale dell'Iowa ad Ames e nel 1993 il dottorato di ricerca in curriculum ed educazione presso l'Università statale del Kansas a Manhattan. Per diversi anni è stato insegnante di scienze presso la Collegiate High School e la Kapuan Mount Carmel High School di Wichita.
Nel 1990 è morta sua madre e questo gli ha suscitato un risveglio spirituale. Guidato da padre Paul Stagg Coakley, ha compiuto un percorso di direzione spirituale e discernimento vocazionale. Ha compiuto gli studi per il sacerdozio presso il Pontificio collegio Josephinum e ha conseguito il Master of Divinity e nel 1998 il Master of Arts in teologia morale. Nel 2003 ha trascorso cinque mesi in Messico, studiando la lingua e la cultura spagnola.
Il 23 maggio 1998 è stato ordinato presbitero per la diocesi di Wichita da monsignor Eugene John Gerber. In seguito è stato cappellano e insegnante di religione della Bishop Carroll High School di Wichita dal 1998 al 2001; parroco della parrocchia del Sacro Cuore ad Arkansas City dal 2001 al 2005; cancelliere vescovile e moderatore della pastorale per gli ispanici dal 2005 al 2010; amministratore parrocchiale della parrocchia di Nostra Signora di Guadalupe a Newton dal 2007 al 2008; amministratore parrocchiale della parrocchia di Cristo Re a Wichita dal 2008 al 2009; parroco della medesima parrocchia dal 2009 al 2010 e parroco della parrocchia di San Marco a Saint Mark dal 2010.

### Ministero episcopale
Il 15 dicembre 2010 papa Benedetto XVI lo ha nominato vescovo di Dodge City. Ha ricevuto l'ordinazione episcopale il 2 febbraio successivo nella cattedrale di Nostra Signora di Guadalupe a Dodge City dall'arcivescovo metropolita di Kansas City Joseph Fred Naumann, co-consacranti il vescovo di Wichita Michael Owen Jackels e il vescovo emerito di Dodge City Ronald Michael Gilmore. Durante la stessa celebrazione ha preso possesso della diocesi.
Nel marzo del 2012 e nel gennaio del 2020 ha compiuto la visita ad limina.
Oltre all'inglese, conosce lo spagnolo.

## Genealogia episcopale
La genealogia episcopale è:
- Cardinale Scipione Rebiba
- Cardinale Giulio Antonio Santori
- Cardinale Girolamo Bernerio, O.P.
- Arcivescovo Galeazzo Sanvitale
- Cardinale Ludovico Ludovisi
- Cardinale Luigi Caetani
- Cardinale Ulderico Carpegna
- Cardinale Paluzzo Paluzzi Altieri degli Albertoni
- Papa Benedetto XIII
- Papa Benedetto XIV
- Papa Clemente XIII
- Cardinale Enrico Benedetto Stuart
- Papa Leone XII
- Cardinale Chiarissimo Falconieri Mellini
- Cardinale Camillo Di Pietro
- Cardinale Mieczysław Halka Ledóchowski
- Cardinale Jan Maurycy Paweł Puzyna de Kosielsko
- Arcivescovo Józef Bilczewski
- Arcivescovo Bolesław Twardowski
- Arcivescovo Eugeniusz Baziak
- Papa Giovanni Paolo II
- Cardinale Justin Francis Rigali
- Arcivescovo Joseph Fred Naumann
- Vescovo John Balthasar Brungardt

## Araldica
| Stemma | Titolare                                       | Descrizione |
|        | John Balthasar Brungardt Vescovo di Dodge City | Partito semitroncato: al primo ripartito di rosso e d'oro, a due punte di freccia dell'uno nell'altro, al palo dell'uno nell'altro attraversante sulla ripartizione, al bisante d'oro alzato, attraversante sul palo e caricato di un cuore fiammeggiante di rosso; al capo merlato d'argento, al merlo di nero movente dal palo; al secondo d'azzurro, all'ombra di sole di 16 raggi ondeggianti d'oro; al terzo d'argento, alla rosa di rosso, bottonata e punteggiata di verde. Ornamenti esteriori da vescovo. Motto: "Filled with compassion" che significa "pieno di compassione". |